# بریت‌پاپ (آلبوم)
بریت‌پاپ (به انگلیسی: Britpop) سومین آلبوم استودیویی از تهیه‌کنندهٔ موسیقی انگلیسی ای. جی. کوک می‌باشد که در ۱۰ مهٔ سال ۲۰۲۴ از سوی نیو آلیاس منتشر گردید.